# Жан-Аульська сільська рада
Жан-Ау́льська сільська рада (рос. Жан-Аульский сельский совет) — муніципальне утворення у складі Камизяцького району Астраханської області, Російська Федерація. Адміністративний центр — село Жан-Аул.

## Географічне положення
Сільська рада розташована в центральній частині району, на острові, утвореному рукавами Волги Камизяк на заході, Нижня Калиновка на півночі, Сазанка на сході та Бакланья на півдні. Сільськогосподарські землі займають 66% загальної площі.

## Історія
Сільська рада була утворена 1933 року, коли був утворений колгосп «15-ая годовщина РККА», шляхом відокремлення від Уваринської сільської ради. У період 1959–1989 років сільрада була приєднана до сусідньої Верхнєкалиновської сільської ради.

## Населення
Населення — 1128 осіб (2013; 1126 в 2011, 1036 в 2010).
Національний склад:
- казахи — 891 особа
- росіяни — 124 особи
- інші (татари, азербайджанці, німці) — 21 особа

## Склад
До складу сільради входять такі населені пункти:
| Населений пункт            | Населення, осіб (2010) |
| -------------------------- | ---------------------- |
| Жан-Аул, село              | 875                    |
| Нижньокалиновський, селище | 161                    |

## Господарство
Провідною галуззю господарства виступає сільське господарство. У структурі угідь найбільшу площу займають сінокоси (40,1%), пасовиська займають 3,4% та рілля — 25,9%. Тваринництво займається розведенням великої рогатої худоби, овець, кіз, коней та птахів. Відповідно основною продукцією виступають м'ясо, молоко, шерсть та яйця. Рослинництво займається вирощуванням овочевих (в основному помідори), картоплі та баштану. У сільраді розвинено рибальство.
Серед закладів соціальної сфери у центрі сільради діють фельдшерсько-акушерський пункт, середня школа імені Мухтара Ауезова на 624 місця та її філіал на 20 місць у Нижньокалиновському, дитячий садочок на 30 місць (відкритий 2010 року на базі школи), сільський будинок культури на 150 місць, сільська та шкільна бібліотеки. Діють також 9 магазинів.
Транспорт у сільраді представлений автомобільною дорогою Астрахань-Камизяк-Кіровський та судноплавною річкою Камизяк. У центрі сільради діє пристань та автостанція.